# Уруский, Олег Семёнович
Олег Семёнович Уруский (укр. Олег Семенович Уруський; род. 13 апреля 1963, Чортков, Тернопольская область, УССР, СССР) — украинский инженер и государственный деятель, вице-премьер-министр Украины — министр по вопросам стратегических отраслей промышленности Украины (2020—2021).
Прежде председатель Государственного космического агентства Украины (с 21 января по 19 августа 2015 года), первый заместитель министра промышленной политики (2005—2006).
Доктор технических наук, профессор. Академик Международной академии аэронавтики. Государственный служащий 2-го ранга (2005). Лауреат Государственной премии Украины в области науки и техники (1996).

## Биография
Окончил Киевское высшее военное авиационное инженерное училище (1985), учился на факультете авиационного оборудования, получил специальность инженера-электрика. 
С 1985 по 1991 год работал в этом же училище инженером.
С декабря 1991 по октябрь 1992 года работал в Центре оперативно-стратегических исследований Генштаба Вооруженных сил Украины. 
В 1993—1996 годах возглавлял управление в Национальном космическом агентстве Украины, а в 1996—2000 годах — управление планирования политики оборонной безопасности в аппарате СНБО. 
В 2000—2003 годах первый заместитель председателя Государственной комиссии по делам оборонно-промышленного комплекса страны. 
В 2003—2005 годах возглавлял Департамент оборонной, оборонно-промышленной политики и военно-технического сотрудничества в секретариате правительства Украины.
В 2005—2006 годах первый заместитель главы Министерства промышленной политики.
С сентября 2006 года на преподавательской работе, состоял профессором университета «Харьковский авиационный институт».
В 2014 году заместитель генерального директора «Укроборонпрома». С 21 января по 19 августа 2015 года председатель Государственного космического агентства Украины.
С апреля 2020 года директор инжиниринговой компании «Прогресстех-Украина», входящей в международный холдинг Progresstechgroup (штаб-квартира в Хьюстоне, США).
Член СНБО с 17 августа 2020 года.
Автор и соавтор более 50 научных трудов. Академик Академии наук прикладной радиоэлектроники.

## Скандалы
Во время своего официально визита в Турцию, 26—29 августа 2020 года, попал в скандал, связанный с нарушением карантинных ограничений в связи с пандемией коронавируса — стал участником праздника по случаю свадьбы, проведение которого позволили взамен на, согласно информации, предложение Уруского продать туркам пакет акций «Мотор Сичи». Ситуацией занялись правоохранительные органы Турции, которые зарегистрировали всех участников мероприятия как нарушителей.
22 февраля 2021 года премьер-министр Украины Денис Шмыгаль выложил фото вице-премьера Олега Уруского с главой Чечни Рамзаном Кадыровым с оружейной выставки в ОАЭ, IDEX-2021 в Абу-Даби и написал: «Жду от Олега Уруского немедленного объяснения». Уруский пояснил на свой странице в Facebook, что никаких контактов с Рамзаном Кадыровым не имел, а размещение руководителей официальных делегаций на церемонии объяснил протокольными традициями государства-организатора. «...не считаю возможным "шарахаться" от представителей ни страны-агрессора, ни какой-либо другой страны, демонстрируя, таким образом, неуверенное поведение и слабость украинской стороны».